# La Compañía (Tarija)
La Compañía ist eine Ortschaft im Departamento Tarija im südamerikanischen Andenstaat Bolivien.

## Lage im Nahraum
La Compañía ist größter Ort des Kanton Chocloca im Municipio Uriondo in der Provinz José María Avilés. Die Ortschaft liegt auf einer Höhe von 1746 m am linken, nördlichen Ufer des Río Camacho, der weiter unterhalb an der Stadt Valle de Concepción (Uriondo) vorbeifließt und in den Río Tarija mündet. 

## Geographie
La Compañía liegt im südlichen Bolivien an den Ostabhängen der östlichen Anden-Gebirgskette am Übergang zum  bolivianischen Tiefland.
Die mittlere Durchschnittstemperatur der Region liegt bei 19 °C (siehe Klimadiagramm Tarija), die monatlichen Durchschnittstemperaturen schwanken zwischen 14 °C im Juni und Juli und 22 °C im Dezember bis März. Der Jahresniederschlag beträgt etwa 550 mm, bei einer ausgeprägten Trockenzeit von April bis Oktober mit Monatsniederschlägen zwischen 0 und 30 mm, und einer Feuchtezeit von Dezember bis Februar mit Monatsniederschlägen von etwa 120 mm.

## Verkehrsnetz
La Compañía liegt in einer Entfernung von 28 Straßenkilometern südlich von Tarija, der Hauptstadt des Departamentos.
Von Tarija aus  führt die asphaltierte Nationalstraße Ruta 1 nach Südosten in Richtung Padcaya und Bermejo. Nach siebzehn Kilometern zweigt von der Hauptstraße eine asphaltierte Landstraße nach Westen ab, überquert nach fünf Kilometern das Tal des Río Nuevo Guadalquivir und erreicht nach drei Kilometern die Ortschaft Valle de Concepción. Von dort führt eine unbefestigte Landstraße in südwestlicher Richtung nach Chocloca und erreicht drei Kilometer südwestlich von Valle de Concepción die Ortschaft La Compañía. 

## Bevölkerung
Die Einwohnerzahl der Ortschaft ist im vergangenen Jahrzehnt deutlich angestiegen:
| Jahr | Einwohner         | Quelle       |
| ---- | ----------------- | ------------ |
| 1992 | keine Detaildaten | Volkszählung |
| 2001 | 349               | Volkszählung |
| 2012 | 639               | Volkszählung |
| 2024 |                   | Volkszählung |